# Joseph Kehrein

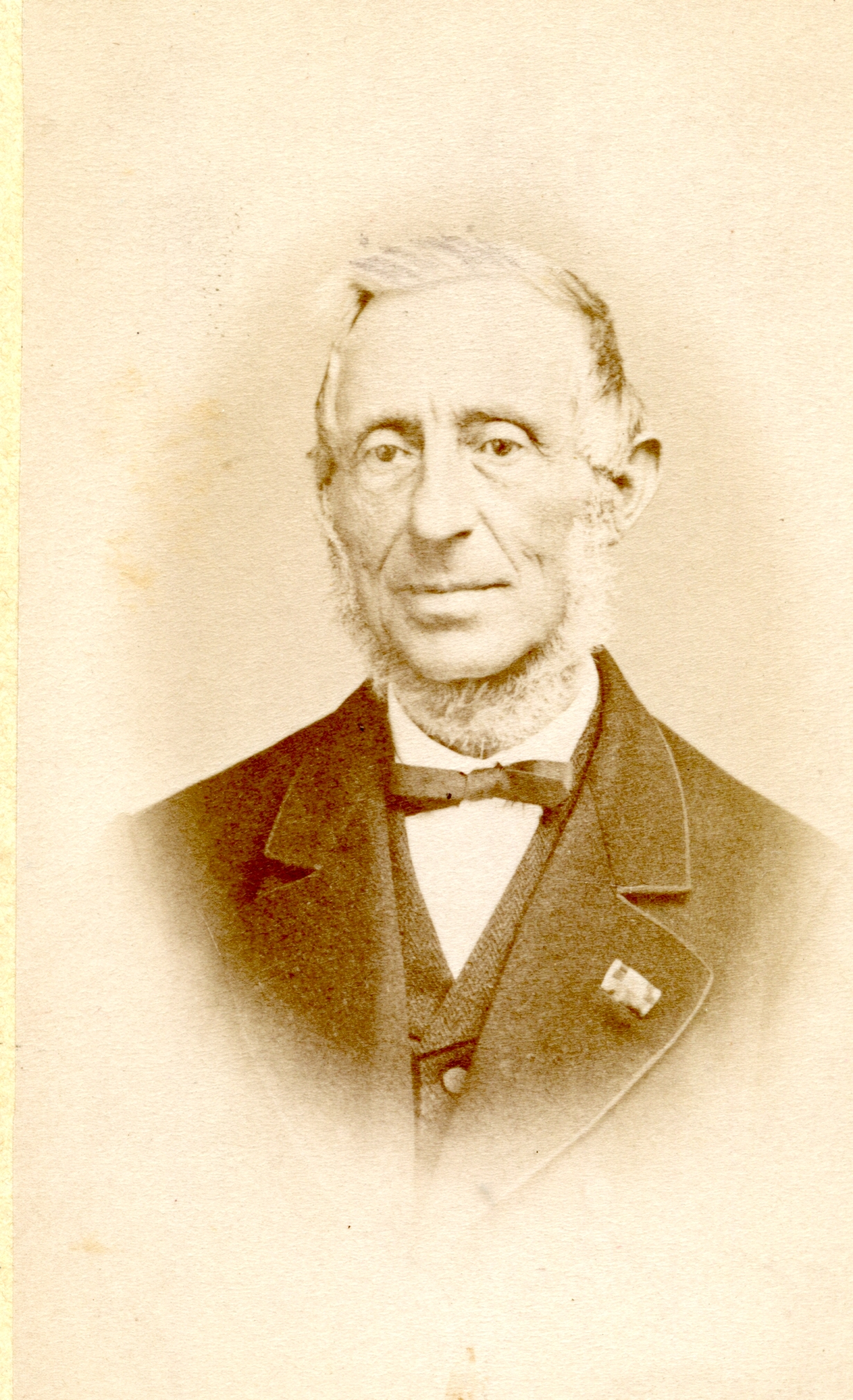
Joseph Kehrein, um 1865

Joseph Kehrein (* 20. Oktober 1808 in Heidesheim am Rhein; † 25. März 1876 in Montabaur) war ein deutscher Lehrer, Philologe, Historiker und Direktor des Lehrerseminars in Montabaur.

## Leben
1823 besuchte Kehrein das Bischöfliche Gymnasium in Mainz. Von 1831 bis 1834 studierte er an der Universität Gießen klassische Philologie, beschäftigte sich aber auch mit Philosophie, Kunstgeschichte, Mathematik, Englisch und Französisch. Während seines Studiums wurde er im Wintersemester 1831/1832 Mitglied der Alten Gießener Burschenschaft Germania.
1845 wurde er vom herzoglich nassauischen Schulrat Gottfried Seebode an das Gymnasium in Hadamar berufen und wirkte dort zehn Jahre lang als stellvertretender Direktor.
1855 wurde er zum Direktor des Lehrerseminars Montabaur ernannt.

## Auszeichnungen
In Anerkennung seiner Verdienste um die Elementar- und Gelehrtenschulen verlieh ihm der Stadtrat von Montabaur zu Beginn des Jahres 1873 die Ehrenbürgerwürde.
Eine Grundschule in Montabaur ist heute nach ihm benannt, außerdem eine Straße in Frankfurt am Main (Stadtteil Nied).

## Schriften
- Geschichte der katholischen Kanzelberedsamkeit der Deutschen. Band I, 1843.
- Zur Geschichte der deutschen Bibelübersetzung vor Luther. 1851. (eingeschränkte Vorschau bei Google Bücher)
- Grammatik der deutschen Sprache des 15. bis 17. Jahrhunderts. 1854. (eingeschränkte Vorschau bei Google Bücher)
- Schulgrammatik der deutschen Sprache.
- Volkssprache und Volkssitte im Herzogthum Nassau. (2 Bände) 2. Auflage, 1862.
- Nassauisches Namenbuch.
- Handbuch der Erziehung und des Unterrichts.
- Kirchen- und religiöse Lieder aus dem zwölften bis fünfzehnten Jahrhundert. Paderborn 1853.
- Biographischliterarisches Lexikon der katholischen deutschen Dichter, Volks- und Jugendschriftsteller im 19. Jahrhundert. Band 1, Leo Woerl, Zürich / Stuttgart / Würzburg 1868. (eingeschränkte Vorschau bei Google Bücher)
- Das deutsche katholische Kirchenlied in seiner Entwicklung von den ersten Anfängen bis zur Gegenwart. Neuburg 1874.
- Lateinische Sequenzen des Mittelalters aus Handschriften und Drucken. Mainz 1873. (online)
- Kurze Geschichte der Stadt und Burg Montabaur. Aus dem Nachlasse des J. Kehrein herausgegeben von Juvenalis Montanus. Coblenz 1901. (Digitalisat bei dilibri Rheinland-Pfalz)

(weitere Werke siehe Wikisource!)